# S.J. Perelman
Sidney Joseph Perelman, beter bekend als S.J. Perelman (1 februari 1904 - 17 oktober 1979) was een Amerikaanse schrijver en humorist. Hij was het bekendst om zijn bijdragen aan het blad The New Yorker, maar schreef ook voor andere periodieken. Bovendien schreef hij boeken, filmscripts en toneelstukken, onder andere Horse Feathers en Monkey Business van de Marx Brothers en het Oscarwinnende script voor Around the World in Eighty Days.